# 末日迷蹤 (2014年電影)
《末日迷蹤》（英語：Left Behind）是一部2014年美國末日驚悚片，由维克·阿姆斯特朗執導、保羅·拉隆德和John Patus編劇。電影改編自黎曦庭及曾健時所撰的同名小說，同時也是2000年電影《末日迷蹤》的重啟版本，沿用災前被提論為題材。由尼可拉斯·凱吉、查德·麥可·莫瑞、凱西·湯普森、妮基·韋蘭、裘汀·史芭克絲、蘭斯·E·尼科爾斯、馬丁·科勒巴、威廉·羅格斯戴爾與莉亞·湯普遜主演。
主要拍攝於2013年8月9日在路易西安納州的巴頓魯治開始執行。該片被定於2014年10月3日在北美發布。電影雖然以2740萬美元的票房超過1600萬美元的製作預算，但是影評界普遍對該片給予壓倒性的負面評價，尤其是抨擊電影的特效、製作、劇本、演員表現，本片也在第35屆金酸莓獎獲得三項提名。
由新演員及導演製作的續集名為《末日迷蹤：敵基督的崛起》，在2023年上映。

## 劇情
中阿肯色大学學生克洛伊·史蒂爾（Chloe Steele，凱西·湯普森 飾）在機場等父親機長雷福德·史蒂爾（Rayford Steele， 尼可拉斯·凱吉 飾）時，遇到了調查記者卡麥隆·「波哥」·威廉士（Cameron "Buck" Williams，查德·麥可·莫瑞 飾），並和他愉快地聊天。父親對無法出席自己的生日派對感到抱歉，堅稱自己在最後一刻被要求駕駛飛往倫敦的航班，並保證父母之間沒事，然而，克洛伊懷疑父母感情已經疏離，因為她看到父親和空服員海蒂·杜倫（Hattie Durham，妮基·韋蘭 飾）調情而且沒配戴結婚戒指。
克洛伊回到家與母親愛蓮·史蒂爾（Irene Steele，莉亞·湯普遜 飾）發生口角，接著就帶著弟弟去購物中心逛街，正當她抱住他時，他突然消失僅留下衣物，同樣的消失狀況也發生於購物中心四處，頓時陷入恐慌，不少人趁亂開始偷竊店家，無人駕駛的汽車撞進商場，小飛機撞毀停車場，全世界陷入一片混亂。在雷福德機長駕駛的飛機上，類似情況也正在上演，包含副駕駛、一位空服員和全部的兒童都消失無蹤，剩餘的乘客瞬間陷入恐慌急著尋求交代，調查記者卡麥隆和空服員海蒂盡力幫助機長和安撫乘客，同時，一台飛機直朝他們而來，雷福德趕緊提升高度，仍造成撞擊導致漏油，因此決定折返在紐約甘迺迪機場降落。
陸地上，克洛伊回到家聽到父親打給母親的求救電話以為父親已去世，接著發現母親也消失了，她來到母親常去的教堂，牧師布魯斯·巴恩（Bruce Barnes，蘭斯·E·尼科爾斯 飾）告訴她那些消失的人因為堅信所以去了天堂，並反思自己並不真的相信自己所傳講的道理所以沒有消失。克洛伊感到絕望正打算跳橋自殺，突然父親打電話來，克洛伊告訴他所有機場和道路都無法使用，掛斷電話後克洛伊找了輛卡車清空一條正在施工中的道路，接著引導父親順利迫降。

## 演員
- 尼可拉斯·凱吉 飾 雷福德·史蒂爾（Rayford Steele）[7]
- 查德·麥可·莫瑞 飾 卡麥隆·「波哥」·威廉士（Cameron "Buck" Williams）[8][9]
- 凱西·湯普森（英语：Cassi Thomson） 飾 克洛伊·史蒂爾（Chloe Steele）
- 莉亞·湯普遜 飾 愛蓮·史蒂爾（Irene Steele）
- 裘汀·史芭克絲 飾 莎絲塔·卡威爾（Shasta Carvell）
- 妮基·韋蘭（英语：Nicky Whelan） 飾 海蒂·杜倫（Hattie Durham）
- 蘭斯·E·尼科爾斯（英语：Lance E. Nichols） 飾 布魯斯·巴恩（Bruce Barnes）
- 威廉·羅格斯戴爾（英语：William Ragsdale） 飾 克里斯·史密斯（Chris Smith）
- 馬丁·科勒巴（英语：Martin Klebba） 飾 梅爾文·韋爾（Melvin Weir）
- 昆頓·亞倫（英语：Quinton Aaron） 飾 西蒙（Simon）
- 朱德·洛曼（英语：Judd Lormand） 飾 吉姆（Jim）
- 羅羅·瓊斯（英语：Lolo Jones） 飾 洛瑞（Lori）
- 凱文·霍奇 飾 但丁（Dante）

## 市場營銷
電影的預告片於2014年5月30日對外發布。完整預告於2014年8月5日發出。

## 發布
《末日迷蹤》由Stoney Lake Entertainment製作並定於2014年10月3日在美國發布。

### 評價
《末日迷蹤》得到了多為負面的評價。於爛番茄基於70條評論，新鮮度只有0％，平均分數2.4/10，觀眾支持率22％，平均得分1.7／10，該網站共識：「是啊，實實在在的，這形似蝗災，《末日迷蹤》成了尼可拉斯·凱吉曾感到自豪的影視作品年表又造成更加一步的禍害」。在Metacritic上基於24位評論家，得分13（滿分100），象徵著「壓倒性的反感」。
雖然電影受到評論家強烈的批評，但觀眾和粉絲們卻很積極地支持本片。
截至2023年4月，本片在爛番茄列入該站整理的「有史以來最糟糕的100部電影」排行榜，在該榜單位居第3名，僅次於《出奇制勝》、《鬼鈴聲》。

### 票房
北美首週上映票房為630萬美元，位居《怪怪箱》之後的第六名。電影於黎巴嫩、馬來西亞和菲律賓的首映後的一週皆有前三名。截至10月22日，國內票房為1303萬6636美元，國外為164萬9633美元，全球總計1468萬6269美元。截至12月2日，該片票房國內外總計1970萬美元。

## 獎項
- 第35屆金酸莓獎[15]
  - 最差電影提名
  - 最差劇本提名
  - 最差男主角提名：尼可拉斯·凱吉

## 外部連結
- 官方网站
- 互联网电影数据库（IMDb）上《Left Behind》的资料（英文）
- 爛番茄上《Left Behind》的資料（英文）
- Metacritic上《Left Behind》的資料（英文）
- Box Office Mojo上《Left Behind》的資料（英文）